# Henry Hub

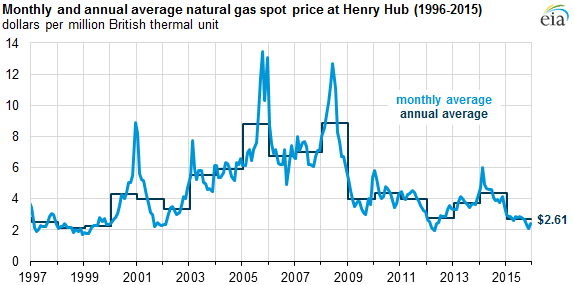
Середня щомісячна та річна спотова ціна природного газу в Henry Hub (1996—2015)

Henry Hub або газовий хаб Генрі — фізичний газорозподільний центр, розташований недалеко від міста Ерат, штат Луїзіана, США. Належить компанії Sabine Pipe Line, дочірній компанії EnLink Midstream Partners LP, яка придбала актив у корпорації Chevron у 2014 році. Відіграє провідну роль у формуванні цін на природний газ у США.

## Опис
Henry Hub слугує газорозподільним вузлом, що сполучає між собою дев'ять міжштатних і чотири внутрішньо штатних газопроводи: Acadian, Columbia Gulf Transmission, Gulf South Pipeline, Bridgeline, NGPL, Sea Robin, Southern Natural Pipeline, Texas Gas Transmission, Transcontinental Pipeline, Trunkline Pipeline, Jefferson Island і Sabine. Дві компресорні станції загальною потужністю 6,3 ГВт забезпечують прокачування газу швидкість 590 м³/с.
Завдяки своїй важливості, Henry Hub слугує точкою доставки для спотових і ф'ючерсних контрактів на природний газ, що торгуються на біржах NYMEX та Intercontinental Exchangeбіржі (ICE).
Спотові і ф'ючерсні ціни на природний газ виражаються в $/mmbtu (доларів за мільйон британських теплових одиниць), і розглядаються, як основна ціна для північноамериканського ринку природного газу. Стандартний NYMEX-контракт на поставку природного газу становить 10000 mmbtu і використовує середнє значення цін на природний газ з 13 з'єднаних між собою трубопроводів, що сходяться в Henry Hub.

## Історія
Henry Hub отримав свою назву завдяки розташуванню у поселенні Генрі (Henry) в Ераті, яке отримало свою назву від школи Henry High School. Ця школа стояла там, поки не була пошкоджена повінню та ураганом. Школа Henry High School була названа в честь свого благодійника Вільяма Генрі, який спочатку іммігрував з Німеччини як Людвіг Вільгельм Каттентідт близько 1840 року і замінив своє прізвище на Генрі.
Henry Hub запущений в експлуатацію в п'ятдесятих роках минулого століття, проте значну вагу в системі торгівлі природним газом набув тільки після того, як у США розпочалася кампанія з дерегулювання ринку природного газу.
У 1978 році Конгрес США прийняв закон «Про політику в області природного газу». Цим законом передбачалося дерегулювання ринку природного газу. У 1985 році було прийнято «Розпорядження № 436» Федеральної комісії з регулювання в галузі енергетики (FERC), яке проголосило «політику відкритого доступу». Відповідно до цього Розпорядженням, доступ третіх сторін до трубопровідних потужностей повинен надаватися на недискримінаційній основі всім учасникам ринку.
І хоча остаточні кроки з дерегуляції газового ринку і розукрупнення трубопровідних компаній були прийняті в 1989 та 1992 році на законодавчому рівні, згідно з якими трубопровідним компаніям пропонувалося займатися тільки наданням послуг з транспортування газу, і заборонялося займатися його продажем, спотовий і ф'ючерсний ринки природного газу почали формуватися вже в середині 1980-х років. У кінці 1989 року Henry Hub був обраний Нью-Йоркській товарною біржею (NYMEX) офіційною точки доставки першого в світі ф'ючерсного контракту на природний газ.